# Sillago asiatica
Sillago asiatica är en fiskart som beskrevs av Mckay 1982. Sillago asiatica ingår i släktet Sillago och familjen Sillaginidae. Inga underarter finns listade i Catalogue of Life.